# Silviano Brandão
Francisco Silviano de Almeida Brandão (Santana do Sapucaí, 7 marzo 1848 – Belo Horizonte, 25 settembre 1902) è stato un politico brasiliano.
Nel 1898 fu eletto governatore dello Stato di Minas Gerais, rimanendo in carica fino al 1902.
Fu eletto vicepresidente del Brasile nelle elezioni presidenziali del 1902, ma morì prima poter entrare in carica.